# George Stibitz
George Stibitz (York (Pensilvânia), 20 de abril de 1904 — Hanover, 31 de janeiro de 1995) foi um engenheiro eletrônico e inventor estadunidense.
Trabalhou no Bell Labs. Os seus trabalhos mais conhecidos foram realizados nas décadas de 1930 e 1940 e eram sobre circuitos digitais baseados em lógica booleana, usando relays electromecânicos como comutadores. No ano de 1937 George Stibitz constrói no "Bell Telephone Laboratories" o primeiro calculador binário. No ano de 1940 Ainda no "Bell Telephone Laboratories", ele demonstrou o "Complex Number Calculator" que deve ter sido o primeiro computador digital. E também foi criado o primeiro terminal.